# Dirk Willems
Dirk Willems, död 16 maj 1569 i närheten av Asperen i Nederländerna, var en nederländsk anabaptist som avrättades för kätteri. Han är känd för att ha rymt från fängelset men vänt tillbaka för att rädda den förföljande vakten som hade gått genom isen i en damm, Hondegat. När Willems hade dragit upp vakten, grep denne Willems och förde honom tillbaka till fängelset. Willems dömdes till döden för kätteri och brändes på bål. Anabaptisterna betraktar honom som en martyr.